# حقوق الطفل في إيران
وقّعت جمهورية إيران الإسلامية اتفاقية الأمم المُتحدة لحقوق الطفل سنة 1991، وصدَّقت عليها سنة 1994. وبعد التصديق على الاتفاقية، أبدت إيران التحفظ التالي: «إن كان نص الاتفاقية -أو أصبح- غير متوافق مع القوانين المحلية والمعايير الإِسلامية في أي وقت أو على أي حال، فإن حكومة الجمهورية الإِسلامية لن تتقيد بها».
ومع أن إيران مُلزَمة بالاتفاقية بموجب القانون الدولي، فإن منظمات حقوق الإنسان الدولية والحكومات الأجنبية كثيرًا ما تنتقد إيران لعدم الإيفاء بالتزاماتها بموجب المعاهدة.

## التاريخ
أيّدت الجمعية العامة لعصبة الأمم، التي كانت إيران عضوًا مؤسِّسًا لها، إعلان حقوق الطفل في نوفمبر 1924. وسنة 1995، اعتمدت الجمعية العامة للأمم المتحدة إعلان حقوق الطفل دون تصويت.
وقّعت إيران اتفاقية حقوق الطفل في سبتمبر 1991. وصدّق المجلس الإيراني على المعاهدة في يوليو 1994. وقّعت إيران وصدّقت على البروتوكول الاختياري المتعلق ببيع الأطفال واستغلالهم في البغاء وإنتاج المواد الإباحية، ووقّعت -وإن لم تصدّق- على البروتوكول الاختياري بشأن إشراك الأطفال في النزاعات المسلحة. لم توقع إيران بعد البروتوكول الاختياري لاتفاقية حقوق الطفل بشأن إجراءات رفع البلاغات.
سنة 2016، قدمت إيران تقريرها الدوري الموحد عن تنفيذ أحكام اتفاقية حقوق الطفل.

### التنفيذ
في يناير 2010، أنشأت إيران الهيئة الوطنية لاتفاقية حقوق الطفل التابعة لوزارة العدل. تتولى الهيئة الوطنية الإشراف على جميع القضايا المتعلقة بالأطفال في إيران وتنظيمها وتنسيقها على المستوى الوطني من خلال الوزارات والمنظمات غير الحكومية، وعلى الصعيد المحلي بإنشاء مكاتب محلية يديرها حكام المقاطعات. أنشأت الهيئة 4 فرق عاملة متخصصة: فريق الرصد والمراقبة، والفريق القانوني والقضائي، وفريق التدريب والمعلومات، وفريق الحماية والتنسيق.
ومع أن إنشاء الهيئة الوطنية لاتفاقية حقوق الطفل يُعد خطوةً إيجابية، لكن فعالية الهيئة قد أصبحت موضع تشكك من جانب جماعات خارجية. خاصةً وأن افتقارها إلى الاستقلال وصلاحياتها المحدودة للتأثير في السياسة الحكومية خارج نطاق القدرة الاستشارية قد أثيرَت. لا توجد حاليًا مؤسسة وطنية لحقوق الإنسان في إيران لديها سلطة النظر في الشكاوى الفردية وإجراء التحقيقات نيابةً عن الأطفال.

## الوضع القانوني للأطفال في إيران
رغم تصديق جمهورية إيران الإسلامية على اتفاقية حقوق الطفل، فإن القانون في إيران لا يعمل ولا يكتسب الشرعية إلا في إطار إسلامي، ما يعني ضمنًا أن أي قانون لابد من أن يتوافق مع «المعايير الإسلامية». حثَّت لجنة حقوق الطفل التابعة للأمم المتحدة جمهورية إيران الإسلامية مرارًا على سحب تحفظها حول اتفاقية حقوق الطفل، إذ تنُص على أنه «لا يجوز السماح بأي تحفظ لا يتفق مع موضوع هذه الاتفاقية والغرض منها». لذا فإن الأطفال يخضعون لطريقة تعسفية تفسر بها سلطات الدولة «المعايير الإسلامية»، أو تحديدًا البرلمان والمرشد الأعلى ومجلس الوصاية.
قد يقدم الأطفال منفردين قضايا إساءة المعاملة التي تعرضوا لها إلى المحاكم. لكن هذا لا ينطبق على القضايا الجنائية، عادةً ما يحتاج الأطفال دون سن 15 إلى عرض قضيتهم أمام المحكمة عبر الوصي عليهم. وفقًا للقانون المدني في جمهورية إيران الإسلامية فإن «حماية الشخص الخاضع للوصاية وتمثيله القانوني في كل الأمور المتعلقة بممتلكاته وحقوقه المالية، يُعهد بها إلى الوصي». هذا من شأنه أن يجعل توفير العدالة للأطفال أمرًا غير مرجح إلى حد بعيد، عندما يكون مرتكب العنف هو الوصي، غالبًا الأم. لا يعد القانون الإيراني الطفل كيانًا له حقوقه الفردية المعترف بها قانونًا. وعلى هذا لا يعتبر التعليق العام رقم 12 (2009) في إطار اتفاقية حقوق الطفل بشأن حق الطفل في الاستماع إليه.
سنة 2013، أُبلِغت جمعية حماية حقوق الطفل في إيران بأكثر من 2400 عملية اختطاف للأطفال. وتقول جمعية الدفاع عن حقوق الطفل، التي تُدير خط الإرشاد الهاتفي، «سيدايا يارا» إن 55% من الأطفال تعرضوا لعقوبة نفسية وعاطفية، وأن 54% منهم يتعرضون لعقوبة جسدية. وفقًا للإحصائيات التي أوردتها شيرين الصدر نوري، عضو جمعية حماية حقوق الطفل، نقلًا عن وكالة أنباء «إسنا»، فإن 93% ممن اتصلوا بالجمعية سنة 2013 كانوا أمهات الأطفال، و3% منهم من الأطفال، و2% من الآباء.

## الأطفال في نظام العدالة

### سن المسؤولية الجنائية
فيما يتعلق بتعريف «الطفل»، فإن الاتجاه السائد في القانون الدولي هو تحديد العتبة بين الطفولة ومرحلة البلوغ عند سن 18. مثلًا، ادعت لجنة حقوق الطفل أن الأفراد ينبغي ألا يكونوا عرضة للسجن دون سن 18 وألا يشاركوا في المنازعات تحت سن 15. يرتبط سن المسؤولية الجنائية مباشرةً بسن الرشد. في فبراير 2012، عدّل البرلمان الإيراني قانون إعدام الأحداث المُثير للجدل. في القانون الجديد، يُعد سن 18 -حسب التقويم الشمسي- الحد الأدنى لسن البلوغ، وسيُحاكَم المتهمون دون هذه السن بموجب قانون منفصل.

### العقاب الجسدي
لا يُسمح بالعقوبة الجسدية للأطفال في مراكز الرعاية النهارية وفقًا للمادة 8 (23) من النظام المعدل لإنشاء وإدارة وحل جميع أشكال مراكز الرعاية النهارية (2008). وينطبق نفس القانون على مراكز تقويم الأحداث. وفقًا للأنظمة التنفيذية لمنظمة السجون، فإن تدابير التصحيح والأمن (2005)، «تحظر المؤسسات والسجون أي شكل من أشكال السلوك العدواني، والإساءات اللفظية للمتهمين والمدانين، أو اتخاذ تدابير تأديبية قاسية ومهينة».
وفقًا للدستور الإيراني فإن «كل أشكال التعذيب بغرض انتزاع الاعتراف أو الحصول على المعلومات محظورة»، وهو ما يتفق مع العهد الدولي الخاص بالحقوق المدنية والسياسية. ومع ذلك فقد وردت حديثًا تقارير عن التعذيب وسوء المعاملة من جانب المجرمين الأحداث الذين أُجبِروا على الاعتراف باستخدام الإكراه الجسدي. وقد أبلغ عن إحدى الحالات الأخيرة «أليريزا طاجيكي»، الذي أُلقيَ القبض عليه في سن الخامسة عشرة وأدين بعد الاعتراف تحت التعذيب باغتصاب وقتل صديق، وهي جرائم أنكرها لاحقًا في المحكمة.
الجلد عقوبةً جنائية مُمارسة لا تزال تستخدم في نظام العدالة في جمهورية إيران الإسلامية. وفقًا للقانون الذي ينص على سن المسؤولية الجنائية، فإن الفتيات فوق سن التاسعة والصبية فوق سن 15 يُحكم عليهم ويُعاقَبون وفقًا لقانون العقوبات الإيراني، ما يعني أيضًا العقوبة الجسدية على الجرائم المُتعلقة بالجنس، والاتهام الكاذب، واستخدام الكحول، والتسبب في الإصابة. لذلك، فإن الفتيات اللائي تزيد أعمارهن على 9 سنوات والبنين الذين تزيد أعمارهم على 15 سنة قد يخضعون للجَلد. لكن إذا تبين لاحقًا أن الجناة «لا يُدركون طبيعة الجريمة المرتكبة أو منعها، أو إذا كان هناك عدم يقين بشأن تطورهم العقلي الكامل»، فإن العقوبة الجسدية لا تُطبق، وسوف يُحتجَز الجاني أو يُعاقَب بغرامة. لكن كي تؤخذ المادة 91 في الاعتبار وتُطبق، يلزم أن يُطالِب الجاني الحَدَث بالحق في إعادة المحاكمة التي تسمح بها المادة المذكورة. وغالبًا لا يدرك الجناة دون 18 وأسرهم هذه الإمكانية، أو لا يستطيعون تَحمُّل تكاليف محام يمكنه إبلاغهم بحقوقهم، ولا يتقدم إلّا عدد قليل منهم بطلب إعادة المحاكمة.

#### العقاب الجسدي في المنزل
وفقًا للقانون المدني الإيراني «يتعين على الطفل أن يُطيع والديه وأن يحترمهما بصرف النظر عن السن»، وفي حالة العصيان أو لأغراض التعليم، فإن القانون الإيراني يسمح بالعقاب الجسدي في المنزل ما دام المُعاقِب هو الوصي على الطفل. وفقًا للقانون المدني الإيراني فإن «الآباء لهم الحق في معاقبة أبنائهم، ولكن لا ينبغي لهم أن يسيئوا استغلال هذا الحق بمعاقبة أبنائهم بما يتجاوز حدود تصحيح السلوك». ينص قانون العقوبات الإسلامي على أن «الأفعال التي يرتكبها آباء وأوصياء قانونيون على القُصّر ومن يعانون اختلالًا عقليًا بغرض تأديبهم أو حمايتهم مسموح بها، شريطة أن تُمارَس مثل هذه الأفعال ضمن الحدود العُرفية والحدود الدينية للتأديب والحماية».

### إعدام المجرمين الأحداث
تُطبّق عقوبة الإعدام حاليًا في جمهورية إيران الإسلامية، إذ ارتفعت نسبة الإعدام بنسبة 300% في الفترة 2008-2015. حقّقت إيران رقمًا قياسيًا للدولة التي تنفذ أكبر عدد من أحكام الإعدام بحق المجرمين الأحداث. لقد زادت نسبة حالات إعدام القاصرين زيادةً كبيرةً ثم انخفضت لاحقًا سنة 2015. لكن في بداية عام 2016، كان هناك 160 متهمًا في انتظار الإعدام في إيران بسبب الجرائم التي ارتكبوها قبل أن يبلغوا 18 عامًا.
سنة 2016، حثّت لجنة حقوق الطفل التابعة للأمم المتحدة إيران بقوة على إنهاء إعدام الأطفال ومن ارتكبوا جريمة ما دون 18 عامًا. في أكتوبر 2017، أكد فريق من خبراء الأمم المتحدة في مجال حقوق الإنسان أن «إيران مستمرة في إعدام الأحداث المرتكبين للجرائم»، وأعرب الخبراء عن أسفهم لاستمرار عمليات إعدام الأطفال في إيران. وقالوا: «يتعين على إيران أن تلغي فورًا ودون شروط الحكم على الأطفال بالإعدام، وأن تبدأ عملية شاملة لتخفيف كل أحكام الإعدام الصادرة ضد الأطفال، بما يتفق مع معايير قضاء الأحداث». أفادت التقارير أن إيران أعدمت أربعة أحداث مجرمين على الأقل بين يناير وأكتوبر 2017، وأن 86 آخرين على الأقل ينتظرون تنفيذ حكم الإعدام في نفس الوقت، وقد يكون الرقم في الواقع أعلى.